# Casa Senyorial de Bramberģe
La Casa Senyorial de Bramberģe (en letó: Bramberģes muiža) és una casa senyorial a la històrica regió de Semigàlia, al Municipi de Jelgava de Letònia.